# フィッシャーのオキサゾール合成
フィッシャーのオキサゾール合成（Fischer oxazole synthesis）は、無水条件下に塩化水素を媒介としてシアノヒドリンとアルデヒドから複素環式化合物のオキサゾールを合成する化学反応である。この合成法はエミール・フィッシャーによって1896年に発見された。